# Samuel Wang

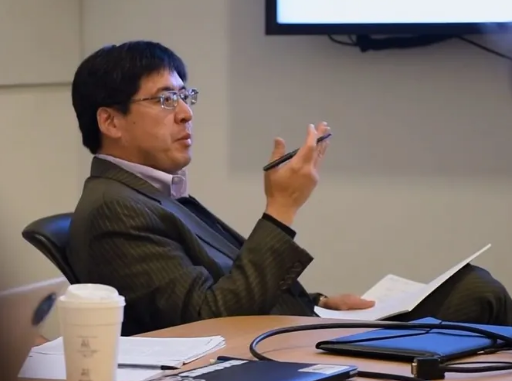
Samuel Wang

Samuel Wang (* 1967) ist ein außerordentlicher Professor für Molekularbiologie an der Princeton University. Wangs Forschungsgebiete umfassen die synaptische Plastizität, Lernmechanismen und die Evolution des Gehirns. Die neurophysiologische Forschung in Wangs Labor zeichnet sich durch die intensive Nutzung der Multiphotonenmikroskopie aus.
Durch das Sachbuch Welcome to Your Brain – Ein respektloser Führer durch die Welt unseres Gehirns, das Samuel Wang gemeinsam mit Sandra Aamodt schrieb, wurde er auch außerhalb der Fachwelt bekannt. Die Autoren haben sich für eine auch für den medizinischen Laien verständliche Darstellung entschieden.
Es werden verschiedene Aspekte der aktuellen Hirnforschung dargestellt:
- Funktionsweise des Gehirns
- Vorgänge bei der Sinneswahrnehmung
- Veränderung im Lauf des Lebens
- Emotionale Systeme des Gehirns
- Weitere Aspekte wie Intelligenz, Entscheidungsfindung und Geschlechterunterschiede
- Einfluss von Schlaf, Drogen, Alkohol und Krankheiten

Die deutsche Übersetzung hat auch Erfolg in Deutschland.